# Photedes signata
Photedes signata är en fjärilsart som beskrevs av Sohn-rethel 1929. Photedes signata ingår i släktet Photedes och familjen nattflyn. Inga underarter finns listade i Catalogue of Life.